# Max Emanuel Herzog in Bayern
Max Emanuel Ludwig Maria Herzog in Bayern (* 21. Januar 1937 in München, Geburtsname Max Emanuel Ludwig Maria Prinz von Bayern) ist ein deutscher Unternehmer und Familienmitglied des Hauses Wittelsbach, der früheren Herrscherfamilie des Königreichs Bayern.

## Leben

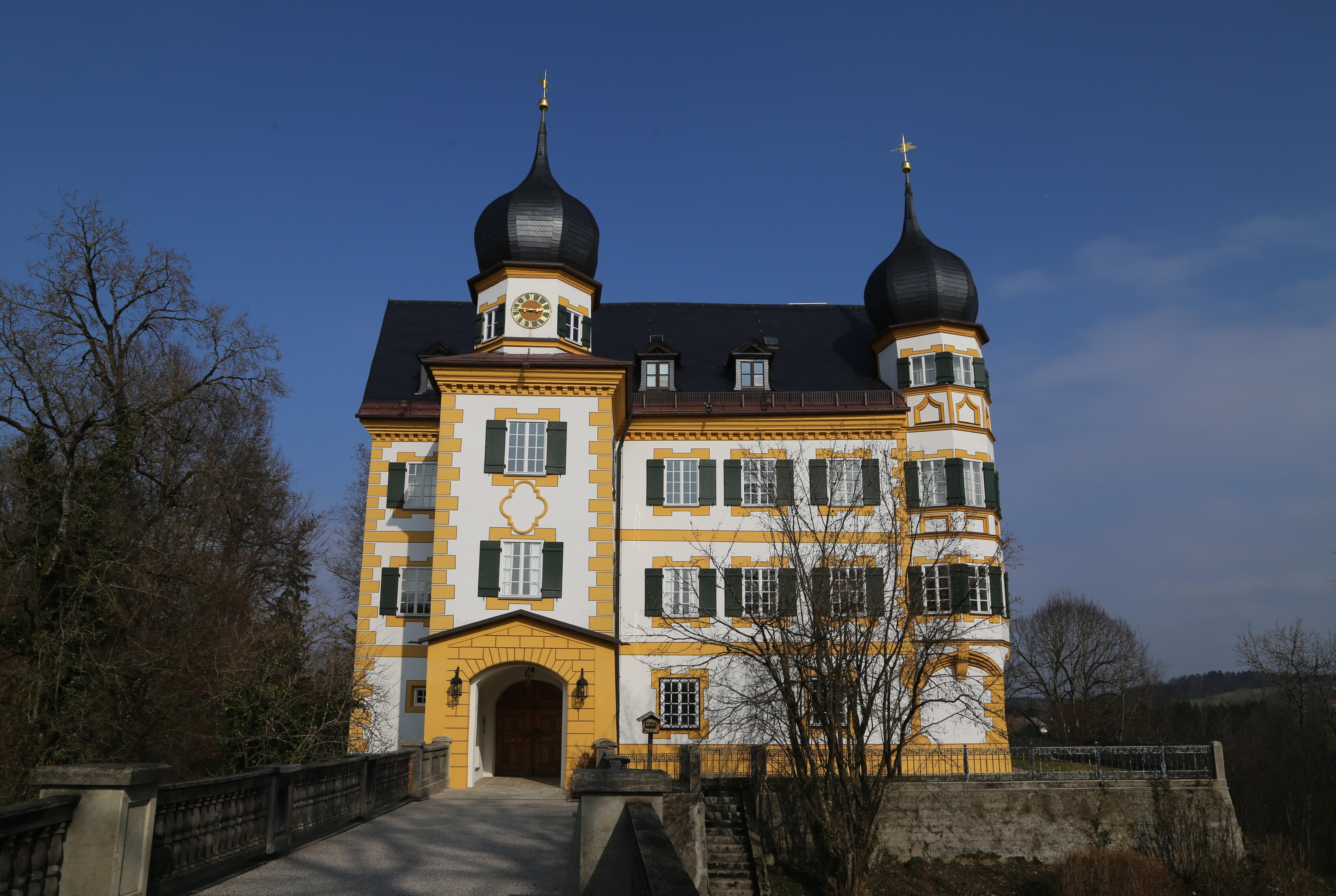
Schloss Wildenwart

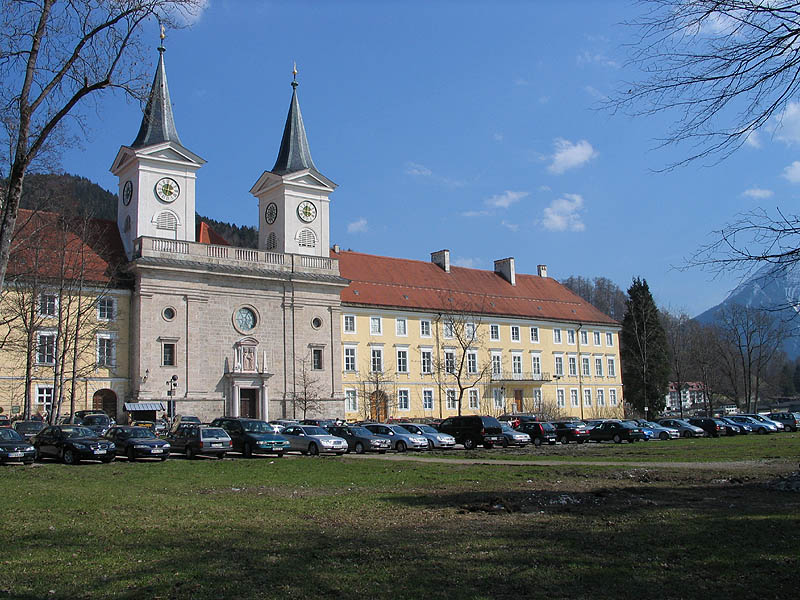
Das ehemalige Kloster Tegernsee mit Basilika (2005)

Max Emanuel Herzog in Bayern ist der zweite und jüngste Sohn Albrechts von Bayern (1905–1996) und dessen erster Ehefrau, Maria Gräfin Drašković von Trakošćan (1904–1969). Er ist ein Urenkel des letzten bayerischen Königs Ludwig III.
Zusammen mit seinen Schwestern, den Zwillingen Marie Gabriele und Marie Charlotte (* 1931), und seinem Bruder Franz (* 1933), wuchs er in München, Kroatien und Ungarn auf. Im Oktober 1944 wurde sein Vater von der Gestapo verhaftet und zusammen mit seiner Familie, darunter dem 7-jährigen Max, als „Sonderhäftlinge“ in den Konzentrationslagern Sachsenhausen, Flossenbürg und Dachau gefangen gehalten. Nach dem Krieg besuchte Max das Humanistische Gymnasium in Ettal und studierte, wie sein älterer Bruder, Betriebswirtschaftslehre an den Universitäten München und Zürich. In der Schweiz absolvierte er eine Banklehre, bevor er in der Verwaltung der Hofkammer bzw. des Wittelsbacher Ausgleichsfonds (WAF) des Hauses Wittelsbach arbeitete.
Am 18. März 1965 wurde Max Emanuel Prinz von Bayern zum Erhalt der Linie der Herzöge in Bayern von seinem Großonkel Ludwig Wilhelm Herzog in Bayern (1884–1968) adoptiert, der aus der Ehe mit der Eleonore zu Sayn-Wittgenstein-Berleburg keine Nachfahren hatte. Seitdem trägt Max Emanuel wie sein Adoptivvater den Familiennamen Herzog in Bayern. Er übernahm den herzoglichen Besitz in Tegernsee, einschließlich des ehemaligen Klosters Tegernsee mit dem Brauhaus Tegernsee, das Wildbad Kreuth sowie auch die Ländereien des ehemaligen Klosters Banz. Die Brauerei expandierte unter seiner Leitung erheblich. Er bewohnt mit seiner Familie das Schloss Wildenwart sowie das Schloss Tegernsee.
Max Emanuel ist Mitglied des Kuratoriums der Ludwig-Maximilians-Universität München und Landesbeirat des Malteser Hilfsdienstes. Als Nachfolger seines Bruders übernahm er den Vorsitz im Stiftungsrat der Europäischen Stiftung Kaiserdom zu Speyer. Gemeinsam mit Catherine Demeter war Max Emanuel Stiftungsvorstand der Edith-Haberland-Wagner Stiftung, die das Augustiner-Bräu besitzt.
Da Max Emanuels älterer Bruder, der derzeitige Chef des Hauses Wittelsbach, Franz Herzog von Bayern kinderlos ist, und er selbst keine männlichen Nachkommen hat, geht die Nachfolge auf Luitpold Prinz von Bayern über, den Enkel von Franz, dem dritten Sohn von König Ludwig III.; danach auf dessen erstgeborenen Sohn Ludwig Heinrich Prinz von Bayern. Hausrechtlich ebenbürtig ist die Ehe von Luitpold gemäß Urkunde seit dem 3. März 1999.

## Thronfolge der Jakobiten
Max Herzog in Bayern ist ein direkter Nachfahre von Henrietta Anne Stuart, der Schwester des schottischen und englischen Königs Jakob II. Stuart. Nach dem Aussterben das Hauses Stuart sahen die Jakobiten, welche die Absetzung Jakobs II. und die anschließende Änderung des Thronfolgerechts durch die Glorious Revolution von 1689 zugunsten seiner Tochter Maria II. (und als deren Nachfolgerin der Wittelsbacherin Sophie von der Pfalz und sodann deren Sohnes Georg von Hannover) nicht anerkennen, Henrietta bzw. ihre Nachfahrenlinie als legitime Erben des britischen Thrones an. Derzeitiger Prätendent wäre nach dieser Theorie Max Emanuels älterer Bruder Franz, den sie als König von England, Schottland, Irland und Frankreich bezeichnen. Da dieser kinderlos ist, käme Max Emanuel als Nächster an die Reihe und wird von den Jakobiten als Herzog von Albany bezeichnet. Die Wittelsbacher selbst (und auch ihre Vorfahren aus den Häusern Österreich-Este und Savoyen, über die der vermeintliche Anspruch an sie gelangt ist) haben niemals Thronansprüche in den genannten Ländern erhoben. Franz von Bayern nennt die Erbfolge in seinen Memoiren „ein charmantes historisches Kuriosum“. Die Position als Erbe des Hauses Stuart wird nach Franz’ und Max’ Tod dessen ältester Tochter, Erbprinzessin Sophie von und zu Liechtenstein, zufallen.

## Heirat und Nachkommen
Am 24. Januar 1967 heiratete Max Emanuel Prinz von Bayern in Wildbad Kreuth Elizabeth Christina Gräfin Douglas (* 31. Dezember 1940 in Stockholm), Tochter von Graf Carl Ludwig Douglas und Ottora Haas-Heye sowie Schwester des schwedischen Unternehmers Graf Gustaf Douglas. Aus der gemeinsamen Ehe gingen fünf Töchter hervor:
- Sophie Elisabeth Marie Gabrielle (* 1967) ⚭ 1993 Erbprinz Alois von und zu Liechtenstein
- Marie Caroline Hedwig Eleanore (* 1969) ⚭ 1991 Philipp Herzog von Württemberg
- Helene Eugenie Maria Donata Mechtilde (* 1972)
- Elisabeth Marie Charlotte Franziska (* 1973) ⚭ 2004 Daniel Terberger
- Maria Anna Henriette Gabriele Julie (* 1975) ⚭ (II. Ehe) 2015 Andreas Freiherr von Maltzan

## Vorfahren
| Ahnentafel Max Emanuel Herzog in Bayern                                  | Ahnentafel Max Emanuel Herzog in Bayern                                                          | Ahnentafel Max Emanuel Herzog in Bayern                                                                              | Ahnentafel Max Emanuel Herzog in Bayern                                                          | Ahnentafel Max Emanuel Herzog in Bayern                                                              | Ahnentafel Max Emanuel Herzog in Bayern                                                                          | Ahnentafel Max Emanuel Herzog in Bayern                                                              | Ahnentafel Max Emanuel Herzog in Bayern                                                                          | Ahnentafel Max Emanuel Herzog in Bayern                                                                                  |
| ------------------------------------------------------------------------ | ------------------------------------------------------------------------------------------------ | --- | ------------------------------------------------------------------------------------------------ | --- | --- | --- | --- | --- |
| Ururgroßeltern                                                           | Prinzregent Luitpold von Bayern (1821–1912) ⚭ 1844 Auguste Ferdinande von Österreich (1825–1864) | Erzherzog Ferdinand Karl von Österreich-Este (1821–1849) ⚭ 1847 Elisabeth Franziska Maria von Österreich (1831–1903) | Herzog Maximilian Joseph in Bayern (1808–1888) ⚭ 1828 Ludovika Wilhelmine von Bayern (1808–1892) | König Michael von Portugal (1802–1866) ⚭ 1851 Adelheid von Löwenstein-Wertheim-Rosenberg (1831–1909) | Graf Karl Draskovich von Trakostjan (1807–1855) ⚭ 1841 Elisabeth Batthyány-Strattmann von Németújvár (1820–1882) | Graf Dionys Festetics von Tolna (1813–1891) ⚭ 1842 Karolina Zichy von Zich und Vásonykeö (1820–1906) | Fürst Wilhelm Albrecht von Montenuovo (1821–1895) ⚭ 1850 Juliane Batthyány-Strattmann von Némétujvár (1827–1871) | Fürst Ferdinand Bonaventura Kinsky von Wchinitz und Tettau (1834–1904) ⚭ 1856 Maria von und zu Liechtenstein (1835–1905) |
| Urgroßeltern                                                             | König Ludwig III. (1845–1921) ⚭ 1868 Marie Therese von Österreich-Este (1849–1919)               | König Ludwig III. (1845–1921) ⚭ 1868 Marie Therese von Österreich-Este (1849–1919)                                   | Herzog Carl Theodor in Bayern (1839–1909) ⚭ 1874 Maria Josepha von Portugal (1857–1943)          | Herzog Carl Theodor in Bayern (1839–1909) ⚭ 1874 Maria Josepha von Portugal (1857–1943)              | Graf Paul Draskovich von Trakostjan (1846–1889) ⚭ 1874 Maria Festetics von Tolna (1850–1946)                     | Graf Paul Draskovich von Trakostjan (1846–1889) ⚭ 1874 Maria Festetics von Tolna (1850–1946)         | Fürst Alfred von Montenuovo (1854–1927) ⚭ 1879 Franziska Kinsky von Wchinitz und Tettau (1861–1935)              | Fürst Alfred von Montenuovo (1854–1927) ⚭ 1879 Franziska Kinsky von Wchinitz und Tettau (1861–1935)                      |
| Großeltern                                                               | Kronprinz Rupprecht von Bayern (1869–1955) ⚭ 1900 Marie Gabriele in Bayern (1878–1912)           | Kronprinz Rupprecht von Bayern (1869–1955) ⚭ 1900 Marie Gabriele in Bayern (1878–1912)                               | Kronprinz Rupprecht von Bayern (1869–1955) ⚭ 1900 Marie Gabriele in Bayern (1878–1912)           | Kronprinz Rupprecht von Bayern (1869–1955) ⚭ 1900 Marie Gabriele in Bayern (1878–1912)               | Graf Dionys Draskovich von Trakostjan (1875–1909) ⚭ 1903 Juliana von Montenuovo (1880–1961)                      | Graf Dionys Draskovich von Trakostjan (1875–1909) ⚭ 1903 Juliana von Montenuovo (1880–1961)          | Graf Dionys Draskovich von Trakostjan (1875–1909) ⚭ 1903 Juliana von Montenuovo (1880–1961)                      | Graf Dionys Draskovich von Trakostjan (1875–1909) ⚭ 1903 Juliana von Montenuovo (1880–1961)                              |
| Eltern                                                                   | Albrecht Herzog von Bayern (1905–1996) ⚭ 1930 Maria Drašković von Trakošćan (1904–1969)          | Albrecht Herzog von Bayern (1905–1996) ⚭ 1930 Maria Drašković von Trakošćan (1904–1969)                              | Albrecht Herzog von Bayern (1905–1996) ⚭ 1930 Maria Drašković von Trakošćan (1904–1969)          | Albrecht Herzog von Bayern (1905–1996) ⚭ 1930 Maria Drašković von Trakošćan (1904–1969)              | Albrecht Herzog von Bayern (1905–1996) ⚭ 1930 Maria Drašković von Trakošćan (1904–1969)                          | Albrecht Herzog von Bayern (1905–1996) ⚭ 1930 Maria Drašković von Trakošćan (1904–1969)              | Albrecht Herzog von Bayern (1905–1996) ⚭ 1930 Maria Drašković von Trakošćan (1904–1969)                          | Albrecht Herzog von Bayern (1905–1996) ⚭ 1930 Maria Drašković von Trakošćan (1904–1969)                                  |
| Max Emanuel Herzog in Bayern, geb. Max Emanuel Prinz von Bayern (* 1937) |                                                                                                  | |                                                                                                  | | | | | |